# کی لورل
کی لورل (انگلیسی: Kay Laurell؛ ۲۸ ژوئن ۱۸۹۰ – ۳۱ ژانویهٔ ۱۹۲۷) یک هنرپیشه، بازیگر تئاتر و مدل اهل ایالات متحده آمریکا بود.
از فیلم‌ها یا مجموعه‌های تلویزیونی که وی در آن‌ها نقش داشته است می‌توان به «درهٔ غول‌پیکران» (۱۹۱۹) اشاره نمود.